# Tjernjahivkulturen
Tjernjahivkulturen (ukrainska: Черняхі́вська культу́ра, Tjernjahivska kultura) är en järnålderskultur vid nedre Dnepr som dateras till 100-400 f.Kr. Kulturen föddes i och med att Zarubinetskulturen och dess starka jordbruk spred sig från Dneprs mellersta flöde söderut till sarmaternas och dakernas område, där de även kom i beröring med romarnas värld och latinsk lingua franca. Enligt Kalevi Wiik skulle kulturen ha att göra med genesis av östslavisk/sydslavisk dialekt.